# Anomospermum
Anomospermum es un género con 25 especies de plantas de flores perteneciente a la familia Menispermaceae. Son nativas de América tropical.

## Especies seleccionadas
| - Anomospermum andersonii - Anomospermum axilliflorum - Anomospermum bolivianum - Anomospermum chloranthum - Anomospermum dielsianum - Anomospermum excelsum - Anomospermum froesii - Anomospermum glaucescens - Anomospermum grandifolium - Anomospermum hirsutum - Anomospermum hostmanni - Anomospermum japurense | - Anomospermum lucidum - Anomospermum matogrossense - Anomospermum minutiflorum - Anomospermum nitidum - Anomospermum oblongatum - Anomospermum occidentale - Anomospermum ovatum - Anomospermum reticulatum - Anomospermum schomburgkii - Anomospermum solimoesanum - Anomospermum steyermarkii - Anomospermum ulei |

- Datos: Q4769988
- Multimedia: Anomospermum / Q4769988
- Especies: Anomospermum